# Роннебург (замок, Гессен)

Роннебург (нем. Burg Ronneburg) — средневековый замок в коммуне Роннебург в районе Майн-Кинциг в земле Гессен, Германия. Крепость расположен на вершине высокого холма на крутой базальтовой скале и хорошо видна издалека. Окрестные холмы называются Роннебургскими.
Укрепления в этом месте появились в XIII веке для защиты границ Майнцского курфюршества. В 1476 году замок стал собственностью рода фон Изенбург. В статусе резиденции линии Изенбург-Бюдинген-Роннебург замок в XVI веке достиг наибольшего расцвета. Основные сооружения были построены в стиле архитектуры Ренессанса. Во время Тридцатилетней войны замок серьёзно пострадал от пожара, а затем был разграблен. В последующий период Роннебург утратил функцию важной резиденции и служил пристанищем для таких групп, как сторонники Моравских братьев. Значение замка как важного исторического памятника было признано около 1900 года. С тех пор хорошая сохранность ряда средневековых построек сделали Роннебург популярным туристическим объектом региона.

## История

### Ранний период
Первое упоминание о замке — это документ датируемый 1231 или 1258 годом. В нём назван дворянский род, который владеет замком и именуется фон Рюдигхайм, а также «де Ронебург» по названию крепости. Однако с высокой вероятностью можно утверждать, что на этом месте укрепления могли существовать и раньше. Возможно, ещё в XII веке замок построили представители семьи фон Бюдинген (Герлах I или Герлах II) для защиты окрестных земель и торговых путей, проходящих рядом. Вероятно укрепления могли появиться во время борьбы могущественной династии Штауфенов в регионе Веттеро незадолго до смерти императора Конрада IV.
Название «Ранеберг» или «Ронеберг», вероятно, происходит от древнегерманского слова «Роне», которым называли укрепление, обнесённое частоколом. Однако до нашего времени сохранились лишь те постройки, которые возводились не ранее второй четверти XIV века.
Первоначально Роннебург располагался на землях, которые входили в епархию архиепископства Майнц. Крепость должна была держать под контролем лесные районы, находящиеся на территории Майнцского курфюршества в нижнем течении реки Кинциг. После того как род Бюдинген пресёкся (в 1247 году), замок Роннебург перешёл во владение графов фон Изенбург, а затем семьи Гогенлоэ. В 1313 году Готфрид III фон Гогенлоэ-Браунек продал Роннебург архиепископу Майнца. После этого на правах ленного владения замком с 1327 управляли рыцари из рода фон Рокенберг, которые расширили крепость.
С 1339 по 1356 год комплекс снова находился под прямым управлением властей Майнца. Из-за нехватки средств архиепископ передал замок роду фон Кронберг. В скором времени построены новые здания. В частности появилась часовня.
С 1424 года замок снова был заложен. На этот раз графам из рода фон Ханау.

### Эпоха Ренессанса

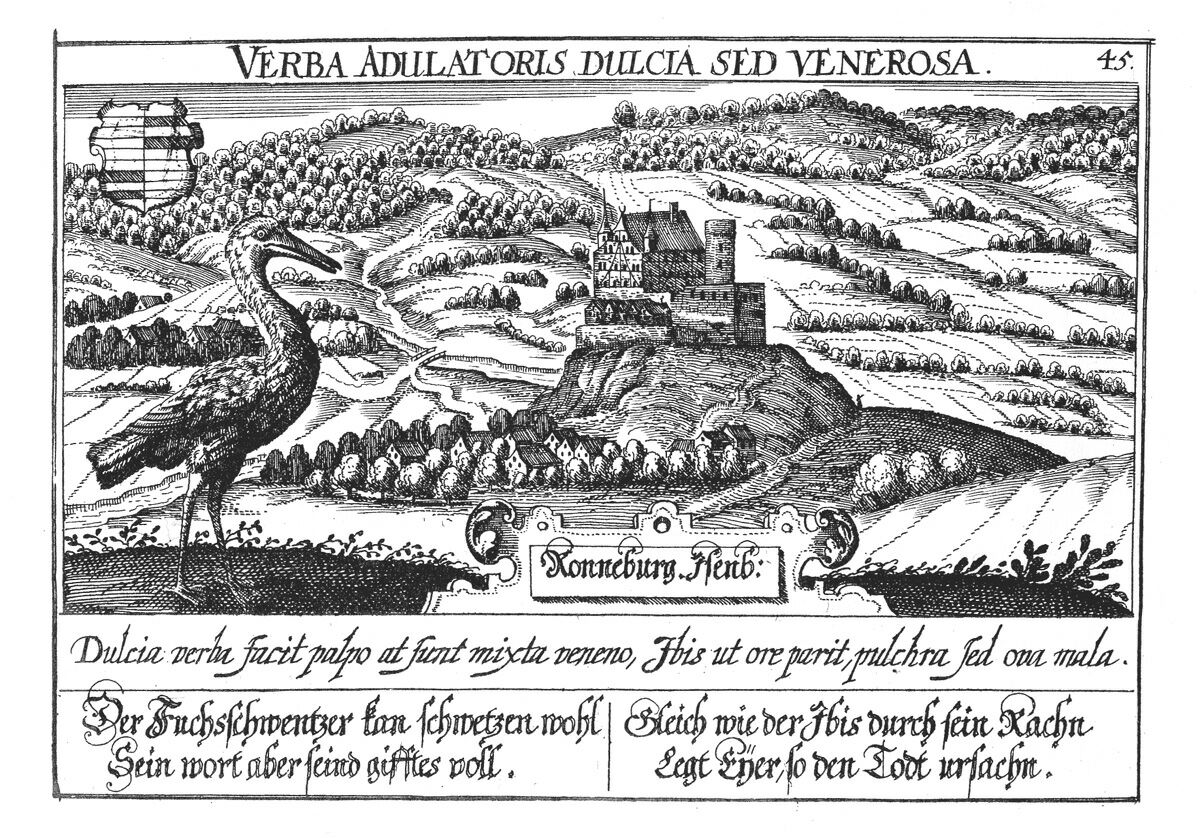
Замок на рисунке 1631 года

В 1476 году архиепископ Майнца Дитер фон Изенбург передал замок своему брату, графу Людвигу II фон Изенбург-Бюдинген. В 1511 после Людовига II умер. А в 1517 войну году между тремя его сыновьями вспыхнул конфликт по поводу раздела отцовского наследства. Наконец в 1523 году Роннебург оказался в собственности Филиппа фон Изенбург-Бюдинген, который стал основателем линии фон Изенбург-Бюдинген-Роннебург. Позднее родовое прозвище сократилось до Изинген-Роннебург. Как главная резиденция этой линии Роннебург обрёл тот вид, который сохранился и поныне.
После смерти Филиппа фон Изенбург-Роннебург замком владел его сын Антон. В его семье родилось 15 детей. Однако браки всех его сыновей оказались бездетными. Сначала замком управлял Георг, а затем его младший брат Генрих. После того, как Вольфгангом фон Изенбургом-Роннебургом, третий сын Антона, построил роскошную резиденцию Кельстербах, братьев некоторое время официально именовали графы фон Изенбург-Бюдинген-Кельстербах. Во время правления графа Генриха замок Роннебурга переживал эпоху расцвета. Была проведена масштабная реконструкция, в результате которой возникли просторные жилые здания.
Со смертью Генриха фон Изинген-Роннебург в 1601 году линия, основанная его отцом, пресеклась. В этих обстоятельствах о своих правах на замок Роннебург заявил Вольфганг Эрнст I фон Изенбург-Бюдинген, проживавший в Бирштайне. Причём он утверждал, что у его отца замок в своё время отобрали силой. Тем не менее в замке ещё долгое время проживала вдова Генриха.

### Время упадка

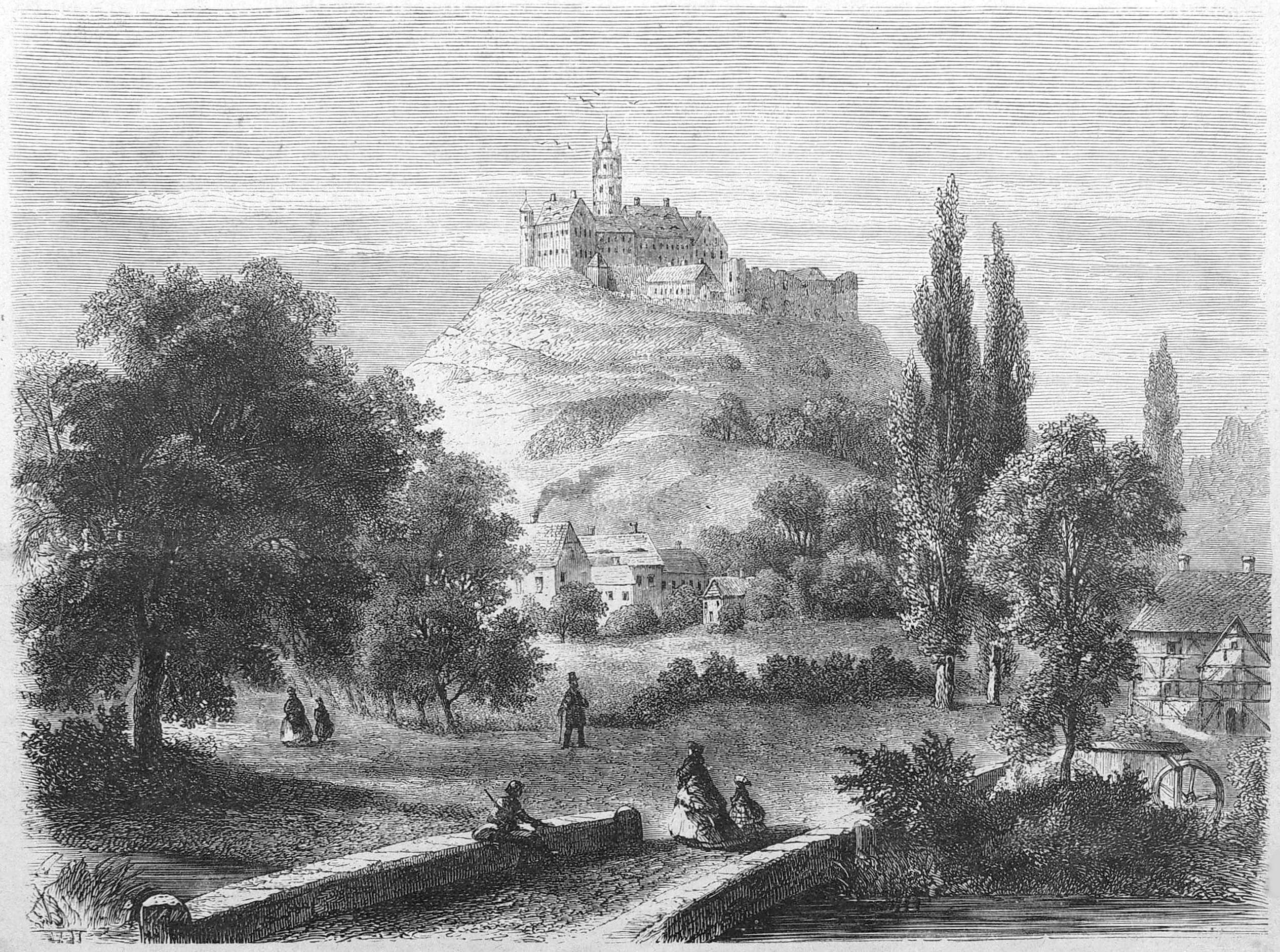
Роннебург на рисунке 1867 года

В 1621 в замке произошёл сильный пожар. Часть построек сгорела полностью, а другие оказались очень сильно повреждены. Вскоре умерла и вдова последнего представителя рода фон Изинген-Роннебург. Замок пришёл в запустение.
В 1634 году до Роннебурга докатились бедствия Тридцатилетней войне. Мародёры из числа кроатской кавалерии опустошили окрестности и разграбили замок. Они уничтожили то, что пощадил огонь пожара. Лишь после завершения войны началось постепенное восстановление резиденции. Но о былом блеске мечтать уже не приходилась. Тем более, что Роннебург утратил функцию официальной резиденции графов и административного центра региона. К 1698 году все учреждения региона оказались сосредоточены в Лангензельбольде.
Вскоре у замка появились новые обитатели. Дело в том, что многие представителей семьи фон Изенбург-Бюдингерн, которая владела замком, придерживались одного из протестантских движений — кальвинизма. И по их инициативе с 1700 года в замке стали находить приют те, кто из-за протестантских религиозных убеждений был изгнан из родных земель. В частности, между 1715 и 1719 годами в Роннебурге проживал швейцарский мистик Урсула Мейер, с которым пришли 156 его сторонников. Веротерпимость хозяев замка была такова, что здесь смогли обрести кров даже евреи и цыгане.
Новые жильцы-протестанты отличались трудолюбием и начали заниматься различными ремёслами. В конце XVIII века при замке появилась мануфактура по производству изделий из шерсти.
А в 1736 году в замок переехал со своими сторонникам граф Николай фон Цинцендорф. Этот богослов и гернгуттеров пользовался большим авторитетом среди сторонников движения, называемого часто Моравские братья или гернгуттеры (граф сам стоял у истоков этого сообщества). Вскоре замок стал очень популярным местом паломничества для протестантов. Комплекс вскоре уже не мог вмещать всех вновь прибывающих. И через некоторое время протестанты основали на холме неподалёку собственное поселение, названное ими Геррнхааг. С 1750 года многие из этих людей начали уезжать в Америку.

### XIX и XX века

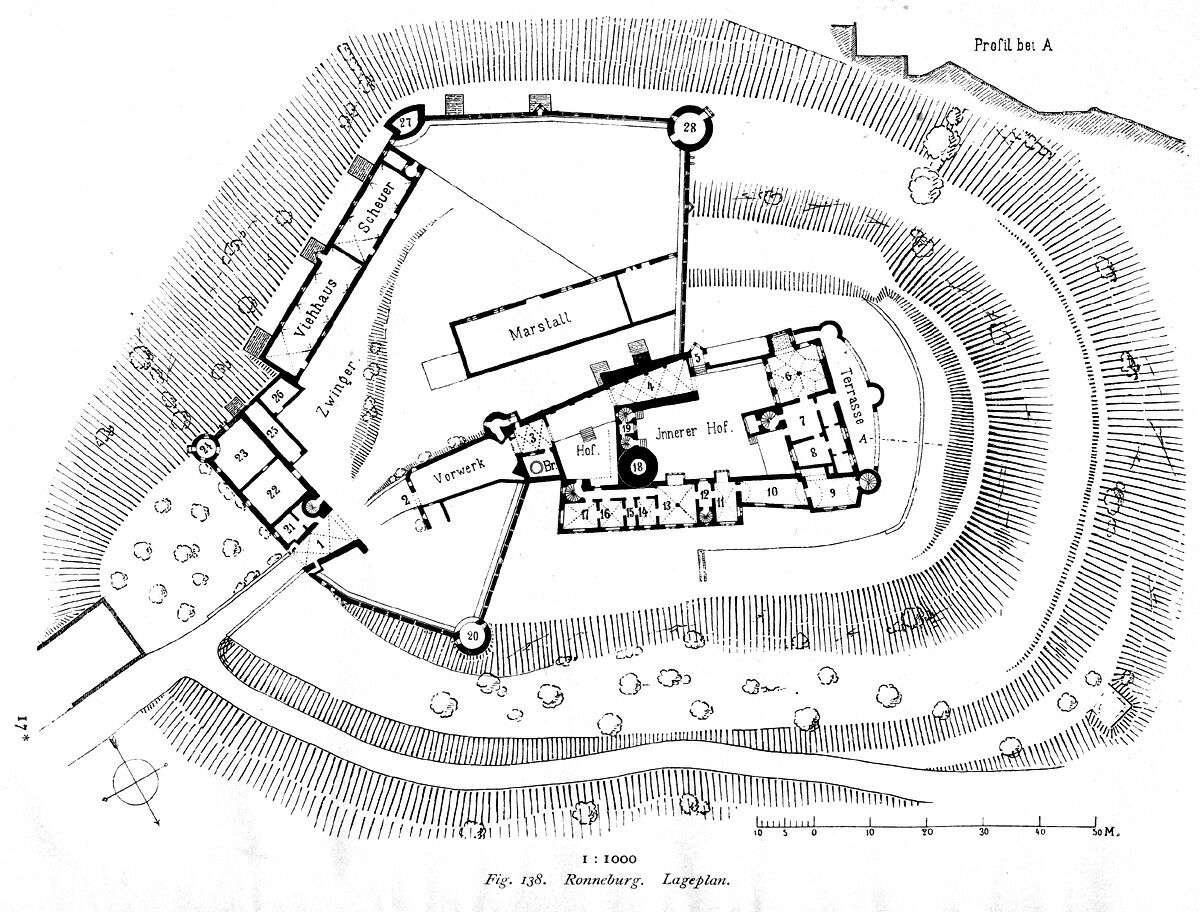
Схема замка, сделанная в 1890 году

В состоянии пристанища для различных религиозных групп Роннебург пребывал несколько десятилетий. Большое количество жителей привело к тому, что в 1821 году в рамках административной реформы замок стал отельной коммуной, но без территориального округа. Это продолжалось до 1829 году, пока сильный ураган не нанёс замку значительные разрушения. В результате к середине XIX века число обитателей Роннебурга резко сократилось.
В 1838 году власти региона решили снести постройки форбурга. Это объяснялось их ветхим состоянием. Но в реальности власти просто хотели избавиться от нежелательных жильцов. Здания предназначенные для сноса были выставлены на аукцион, как склад стройматериалов. В 1870 году были проданы последние постройки. Но лишь в 1885 году последний обитатель покинул опустевший замок.
К концу XIX века в Германии резко возрос интерес к истории отечества и архитектурному наследию Средних веков. Большое влияние на энтузиазм сторонников возрождения Роннебурга оказала книга архитектора Генриха Вагнером, изданная в 1890 году. В ней он подробно рассказывал о ярких памятниках региона Бюдинген. В Роннебург стали часто прибывать туристы из молодёжных союзов и клубов любителей пеших путешествий. В 1905 году началась реставрация Роннебурга. Деньги на восстановление выделил влиятельный германский государственный деятель князь Вильгельм цу Изенбург унд Бюдинген. Позднее работы финансировал его преемник Отто Фридрих цу Изенбург унд Бюдинген.
В 1952 году в Роннебурге открылся музей. А ещё через 15 лет, в 1967 году, здесь появился ресторан. К концу XX века значительные средства для сохранение замка и пополнение музейной экспозиции выделял Фон друзей Роннебурга.

### XXI век
В июне 2004 года князь Вольфганг Эрнст цу Изенбург унд Бюдинген продал замок Роннебург компании Forfin GmbH. Владельцем и управляющим директором этой организации был барон Йоахим Бенедикт фон Герман ауф Вайн, двоюродный брат прежнего владельца.

## Расположение

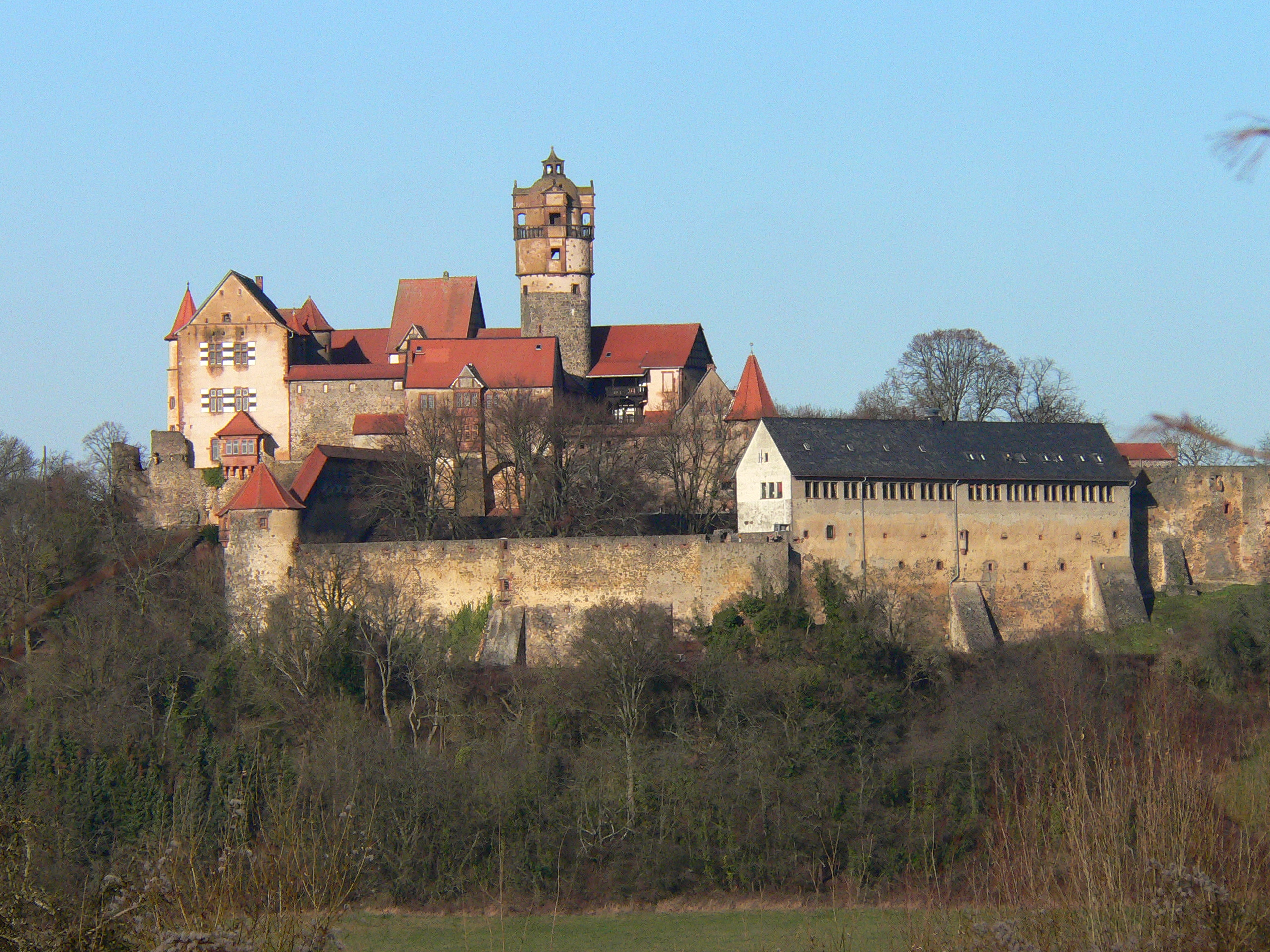
Вид замка

Замок расположен к востоку от центра природной зоны Роннебургские холмы, именем которых и назван. Для окрестных земель характерным является ландшафт с возвышенностями и углублениями. Местность слегка поднимается к северо-востоку от гор Фогельсберг. Сам замок построен на уникальном скалистом конусе, основу которого составляют базальтовые породы. Роннебург находиться на высоте 237 метром над уровнем моря, и возвышается на высоте 160 метров над долиной Фалльбахлифт. Долина к юго-западу от замка богата плодородными пахотными землями. На востоке находится гора Штайнкопф, вершина которой несколько выше холма с замком Роннебург (около 269 метров над уровнем моря). С горы открывается прекрасный вид на Роннебург и старый лес. Через долину пролегают старинные торговые пути. Наиболее известен из них Хоэштрассе (или Реффенштрассе). Этим дорогам более тысячи лет и одной из функций замка был контроль на ними.

## Современное использование
В замке сейчас находится музей посвящённый истории замка и окрестных земель, а также ресторан. В летний сезон в Роннебурге проводятся соревнования по соколиной охоте. В верхней части главной башни оборудована смотровая площадка с подзорными трубами (в хорошую погоду можно увидеть даже Франкфурт-на-Майне).
Замок служит площадкой для проведения фестивалей средневековой культуры. Здесь устраиваются рыцарские турниры, ярмарки, соревнования по стрельбе из лука и другие состязания.

## Описание замка

### Здание графской резиденции

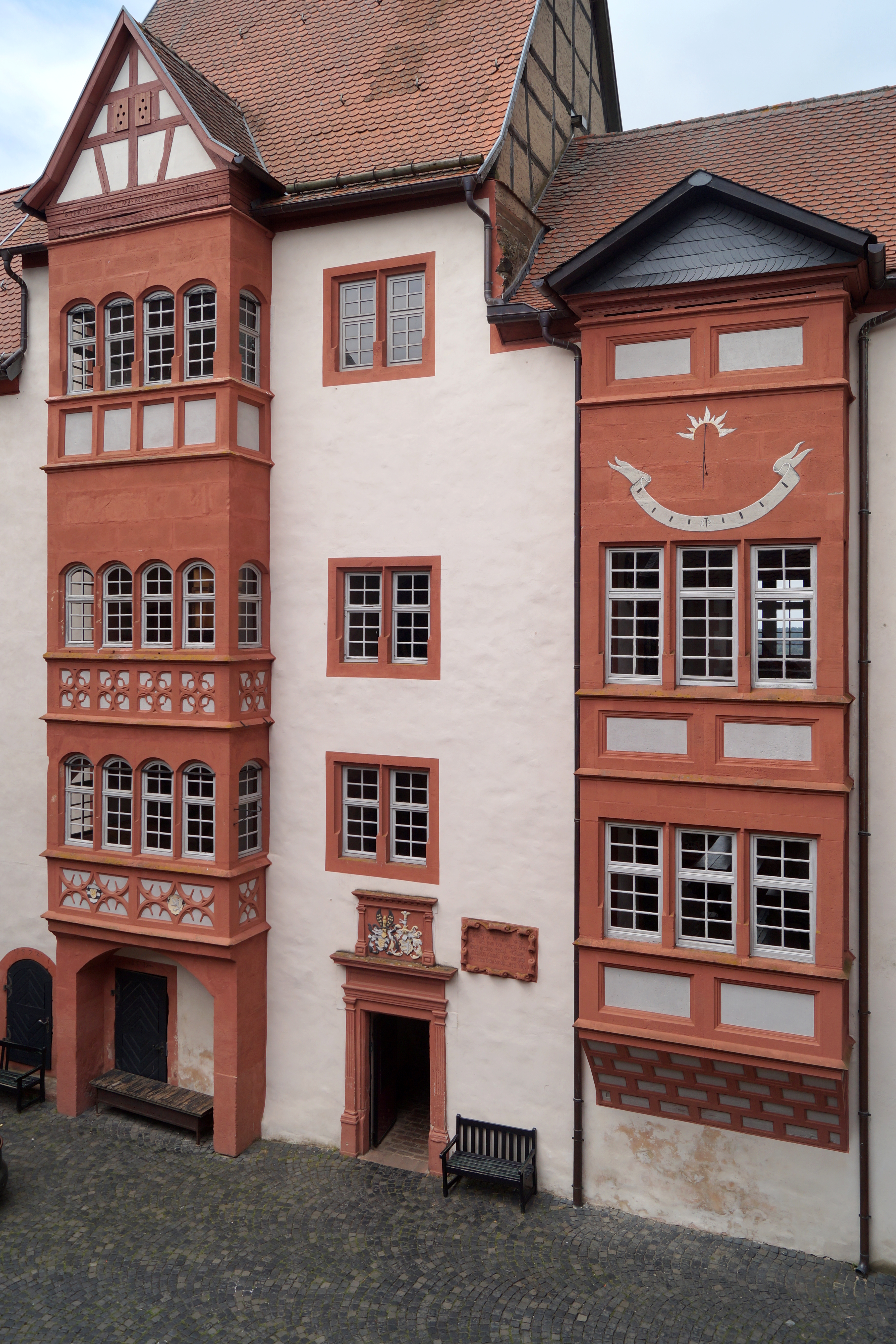
Фасад резиденции со стороны замкового двора

В 1572 году состоялась свадьба графа Генриха фон Изенбург-Роннебург и графини Элизабет фон Глейхен-Тонна. После этого стало очевидно, что прежние жилые здания больше не способны соответствовать потребностям представительской резиденции, где требовалось иметь много помещений самого разного назначения. Поэтому вскоре началось строительство нового просторного здания, которые часто именуют Нойекеменате (Neue Kemenate) в северо-восточной части замка.
Со стороны двора дворец включает толстую каменную стену, которая входила в состав внешних укреплений с XIV века. Массивное четырёхэтажное здание имеет длину 32,5 метра и ширину девять метров. Сохранилась часть прежней богатой наружной отделки здания, включая изящные эркеры и высеченный из камня родовой герб владельцев.
Основные жилые помещения находились на верхних этажах. На втором этаже располагались покои графа. Его супруга и другие родственники проживали на третьем этаже. Слуги и работники селились ещё выше. На каждом этаже была уборная в переходе из нового здания в старое. Покои знати включали просторную отапливаемую гостиную и отдельную спальню.
В прежние времена главные комнаты имели богатую отделку. Некоторые росписи (в основном на библейские темы) сохранились.

### Главная башня
Бергфрид замка имеет высоту 32 метра. Диамтер этой круглой башни составляет более восьми метров у основания. Каменная кладка, вероятно, относится к самой раннему периоду истории Роннебурга. Толщина стен с высотой сужается.
Изначальный вход в бергфрид в виде арочных ворот можно разглядеть со стороны двора на высоте около десяти метров. В средние века, по традиции, в башню можно было пройти только по разборной деревянной лестнице. Это гарантировало безопасность в случае нападения врагов. В те времена посетители попадали сразу на третий этаж. Два нижних этажа служили темницами и в качестве складских помещений. Верхние этажи могли быть жилыми. Нынешний вход в башню построили в XV веке. Окна в башне появились только в 1581 году. Внутри имеется винтовая лестница с 57 ступенями.
Необычная верхняя часть башни в стиле ренессансной архитектуры создана между 1576 и 1581 годами по проекту строителя Йориса Робина из Ипра. Уже несколько столетий бергфрид является визитной карточкой Роннебурга.

### Форбург
Обширный внешний форбург находиться с восточной и южной стороны от цитадели. Он появился между 1538 и 1555 годами. Северная часть внешних укреплений должна была обеспечить защиту замка с наиболее вероятной стороны вражеской атаки.
Арочные ворота при входе в форбург появились около 1540 года. Для прохода в основной замок требовалось преодолеть несколько ворот.

## Галерея

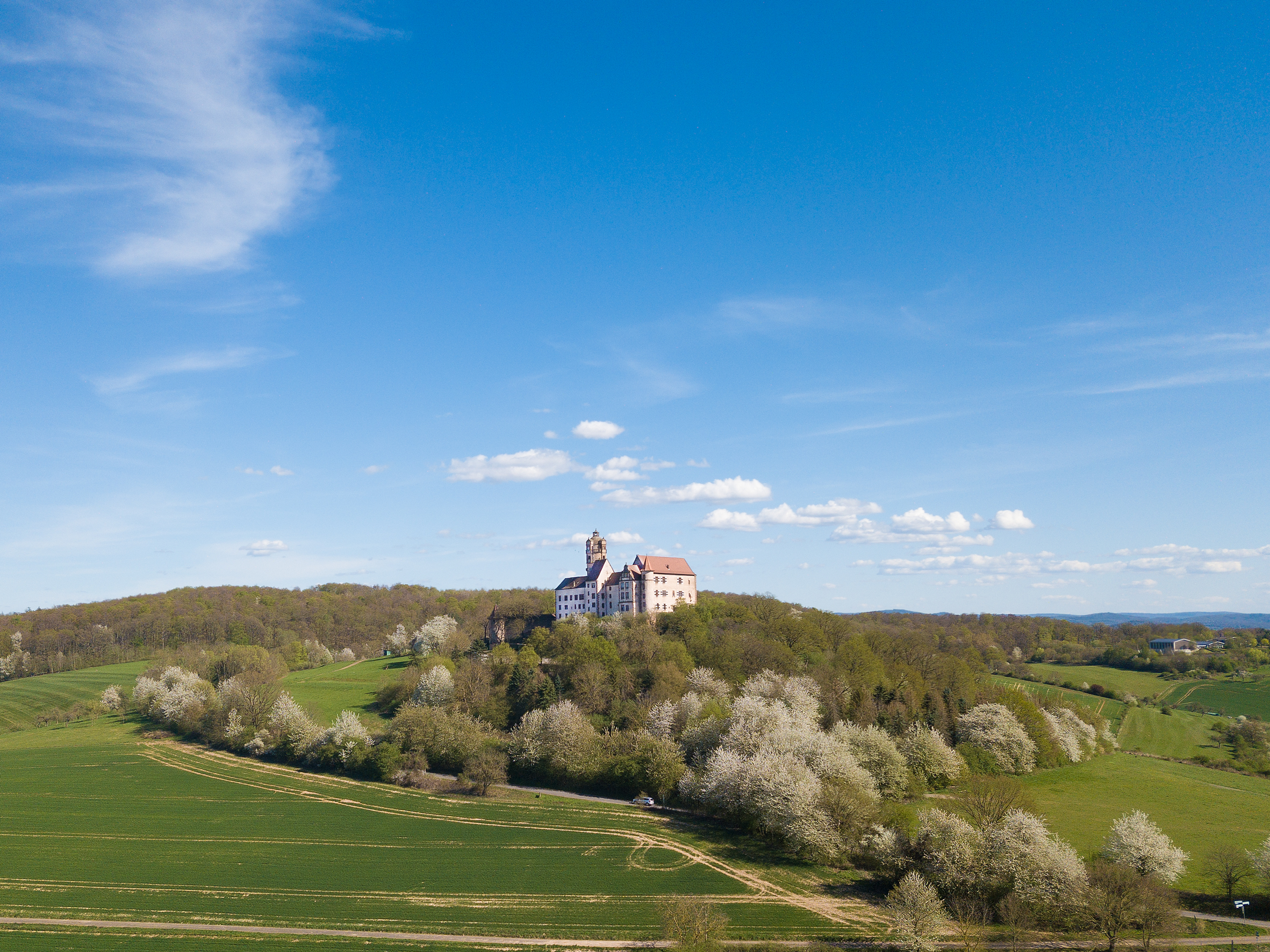
Вид замка среди окрестных полей
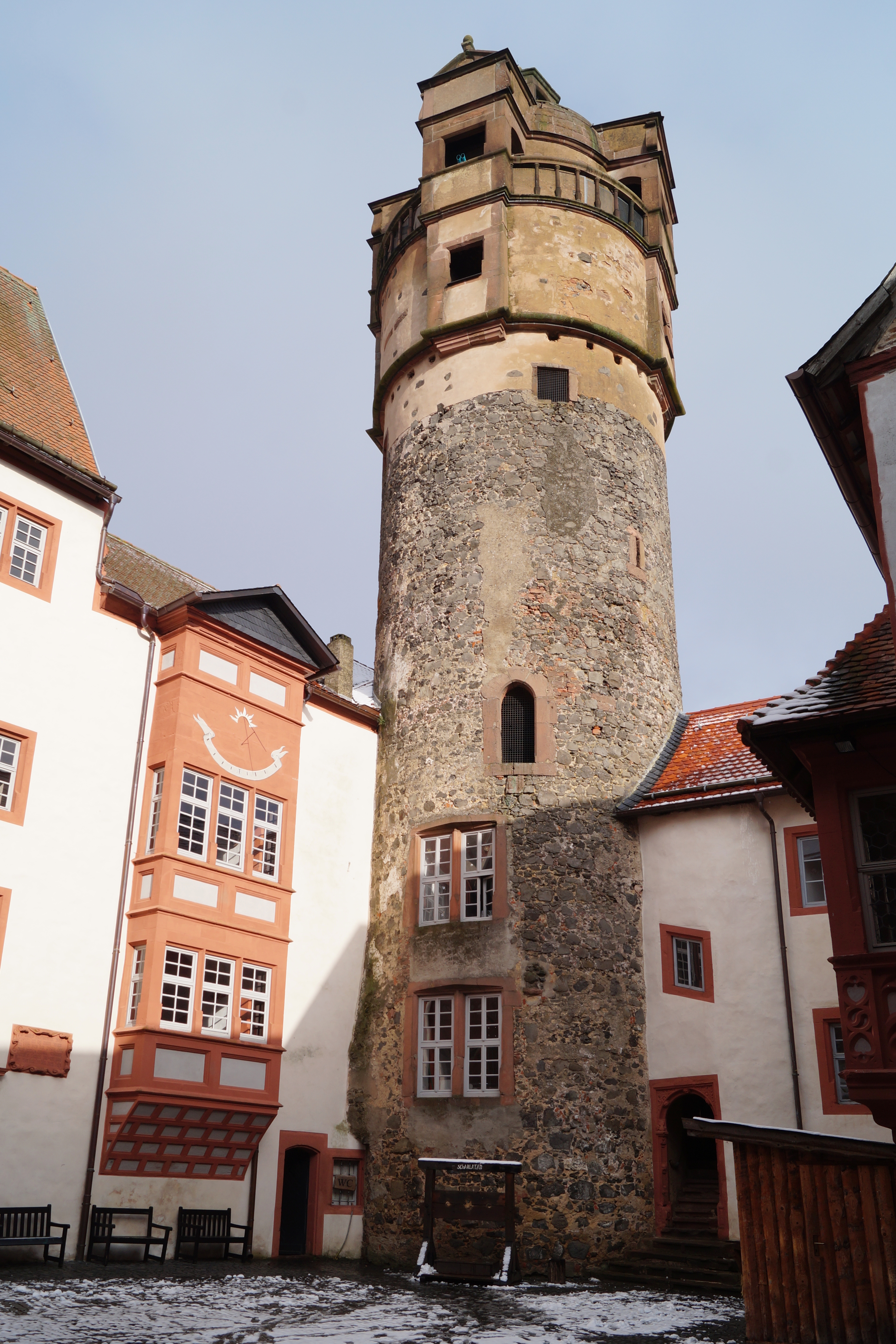
Бергфрид замка Роннебург
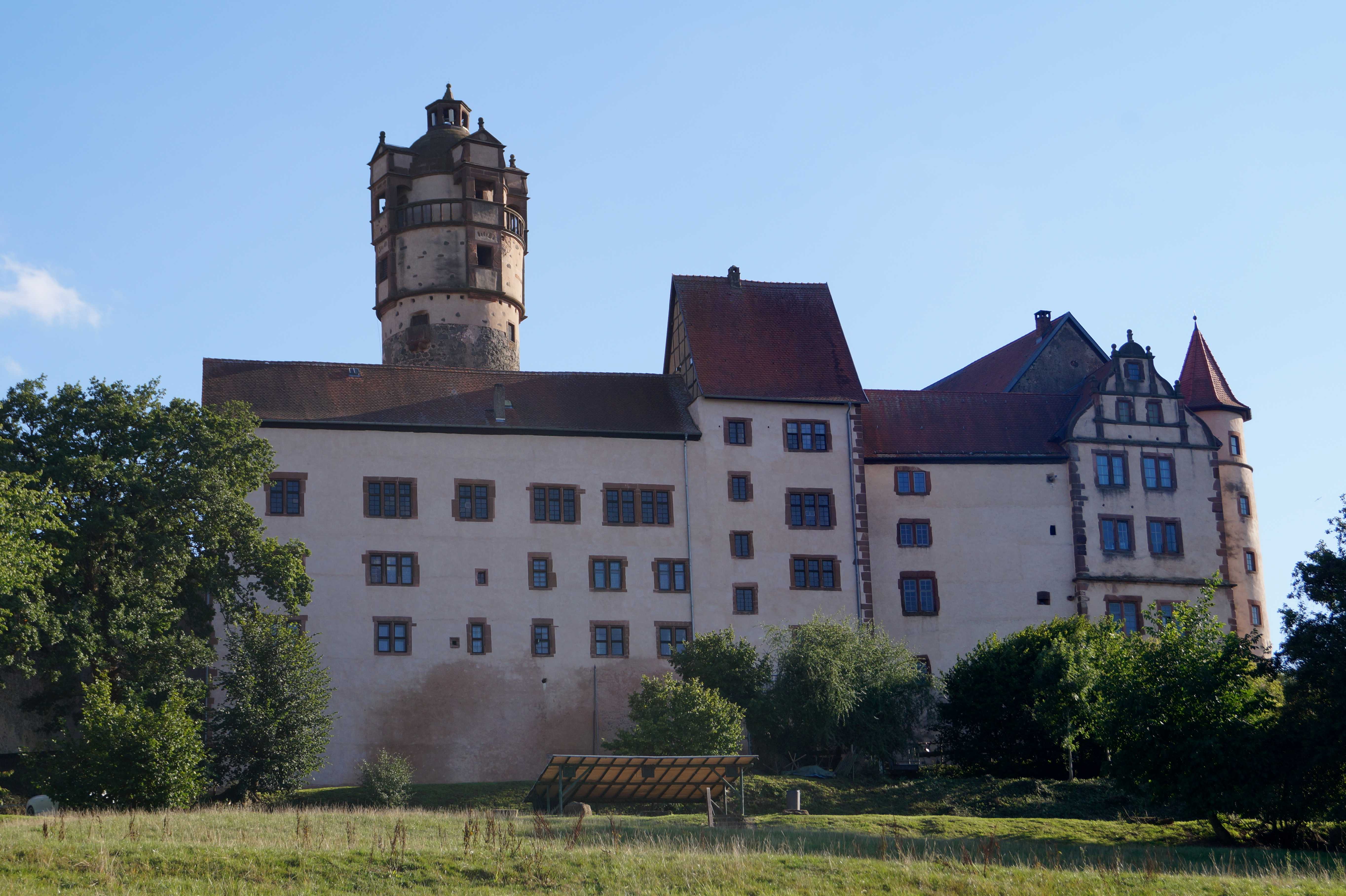
Фасад княжеской резиденции
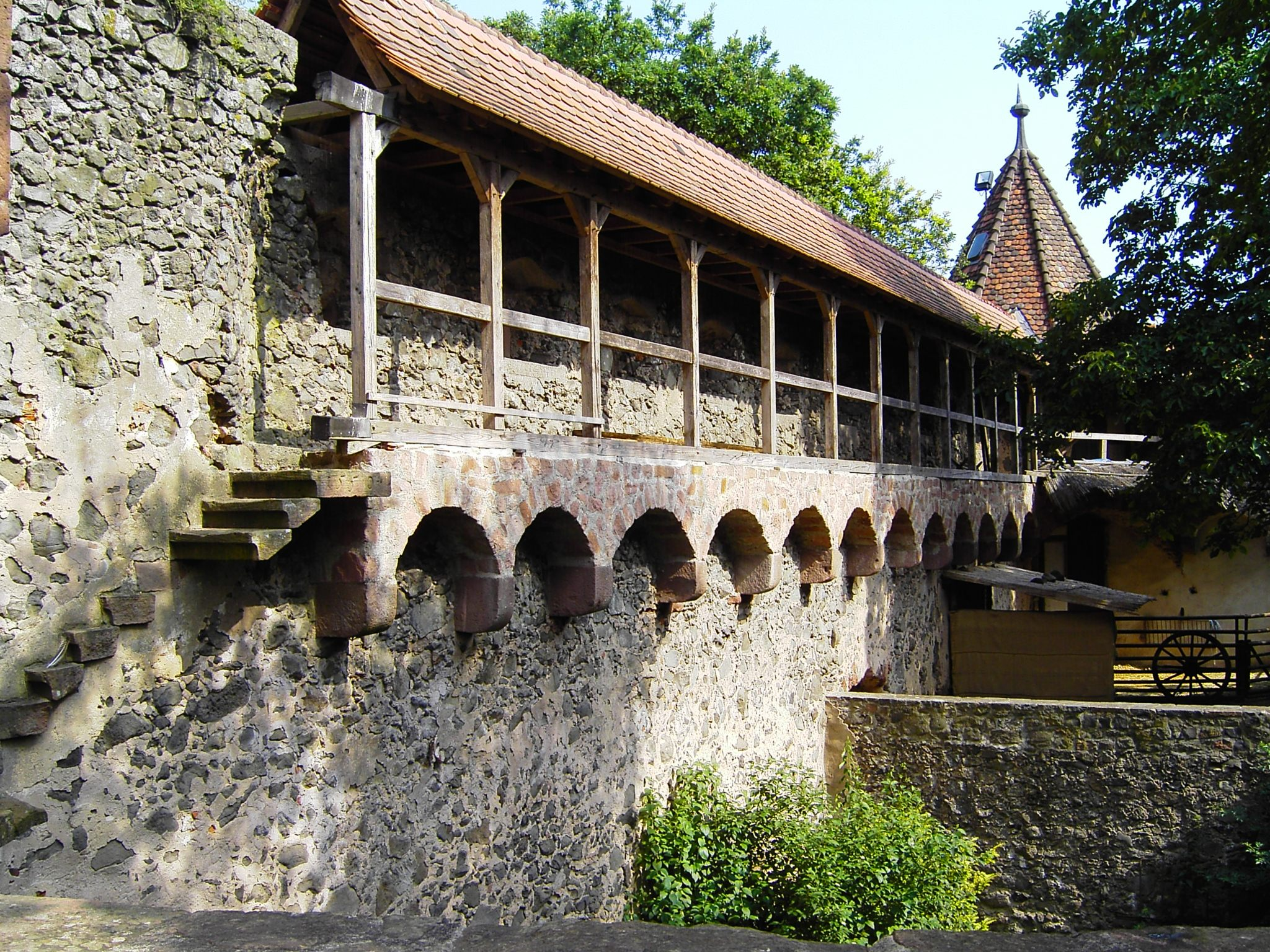
Фрагмент крепостной стены с внутренней стороны
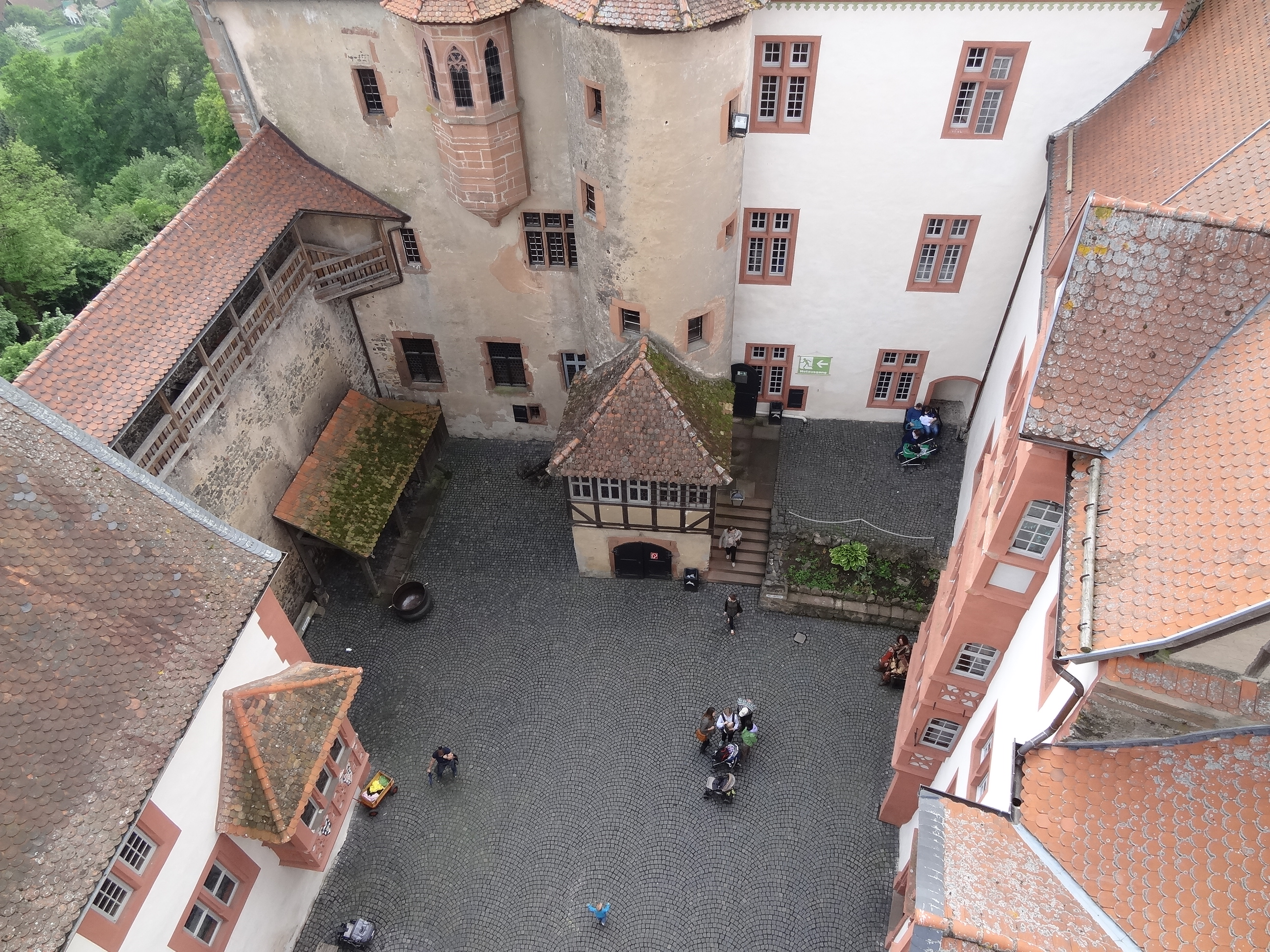
Внутренний двор замка